# Dyke Ackland Bay
Dyke Ackland Bay är en stor bukt i provinsen Oro, Papua Nya Guinea. Bukten sträcker sig från Kap Nelson till Kap Ward Hunt. Porlock Bay och Oro Bay är några av de mindre bukterna som ligger inom den större bukten.